# Linha de Kinnekulle
A Linha de Kinnekulle (Kinnekullebanan) é uma linha ferroviária regional da Suécia, que liga as localidades de Håkantorp e Gårdsjö, e entra depois na Linha do Oeste (Västra stambanan). É uma via simples não eletrificada, de transporte de pessoas e mercadorias na Västergötland, servindo as cidades de Mariestad e Lidköping, assim como atraindo muitos turistas à região.

Tem uma extensão de 121 km.

Percorre a província da Västergötland, seguindo ao longo do lago Vänern e passando ao lado da montanha de Kinnekulle.

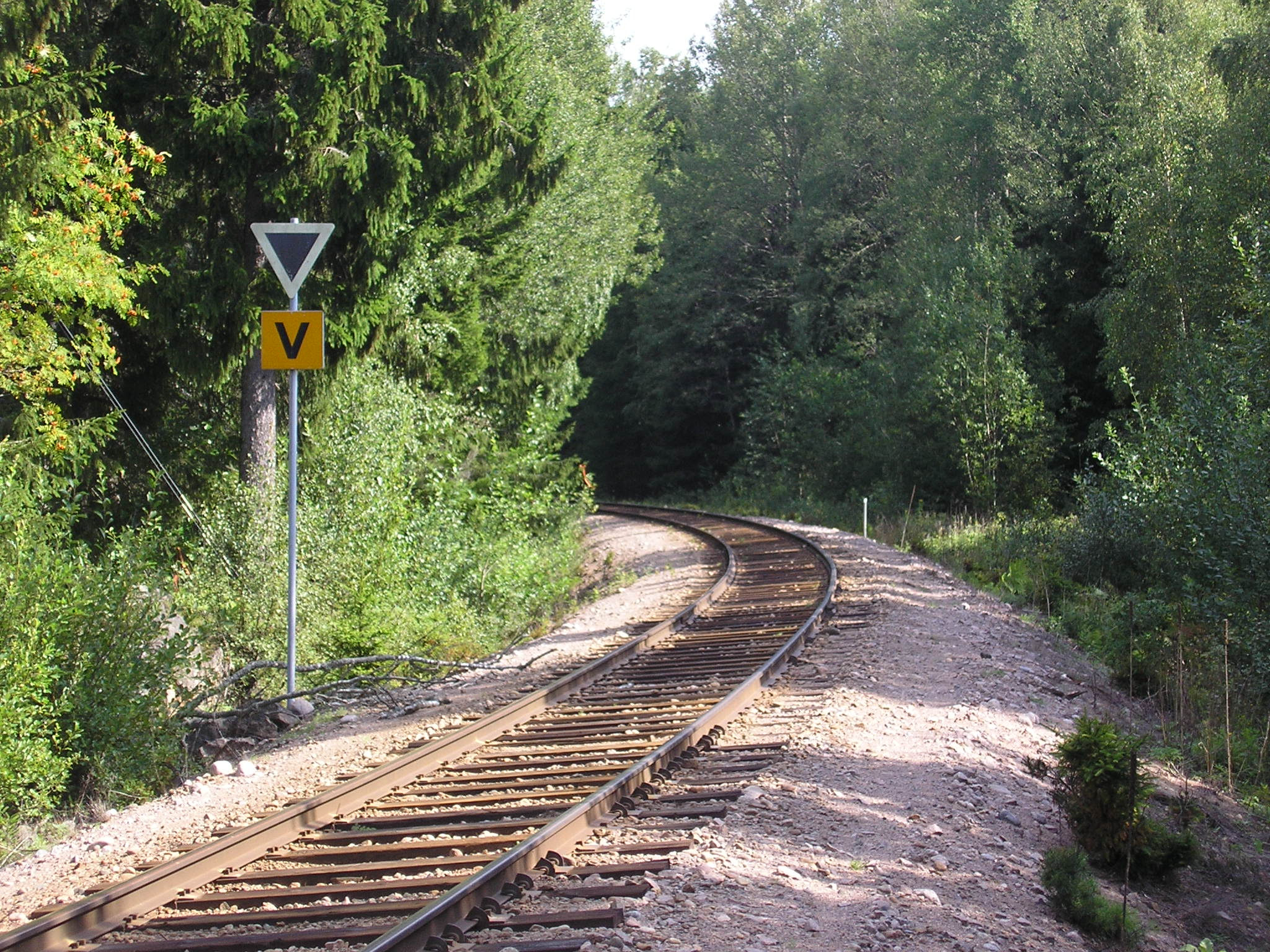
A Linha de Kinnekulle